# Chaillé-les-Marais
Chaillé-les-Marais é uma comuna francesa na região administrativa da Pays de la Loire, no departamento de Vendéia. Estende-se por uma área de 39,96 km². Em 2010 a comuna tinha 1 908 habitantes (densidade: 47,7 hab./km²).